# プア・ケアロハ
プア・ケレ・ケアロハ (Pua Kele Kealoha、1902年11月14日 - 1989年8月29日) はアメリカの競泳選手。オリンピックで金メダルを獲得し、世界記録を持っていたこともある。オリンピック競泳金メダリストのウォーレン・ケアロハとは血縁関係にない。
17歳の時に、1920年のアントワープオリンピックにアメリカ代表として出場した。ペリー・マギリブレー、ノーマン・ロス、デューク・カハナモクとともにアメリカ代表で出場した4 × 200m自由形リレーで金メダルを獲得した。決勝戦で出したタイム10分4秒4は世界記録であった。個人では100m自由形で1分2秒6のタイムを出し銀メダルを獲得した。
ケアロハを知るカハナモクの家族の1人によると、モロカイ島からオアフ島まで助けなしに泳げる唯一の人物であったらしい。以前にオアフ島からモロカイ島まで泳いで行こうとしたが、逆風や潮流、波のせいで失敗に終わっている。

## さらに見る
- オリンピックの競泳競技・男子メダリスト一覧